# 深川セメント製造所
深川セメント製造所（ふかがわセメントせいぞうしょ）は、明治時代に東京都江東区清澄1丁目に存在した官営模範工場の一つ。このことから官営深川セメント製造所とも表記される。

## 国産セメントの製造
1872年（明治5年）に、前身となる大蔵省所管の深川摂綿篤製造所が着工。近代建築に必要なポルトランドセメントの国産化を図ることを目的としたが、果たせぬまま1874年（明治7年）に工部省に移管。責任者の宇都宮三郎が渡欧し、技術を習得後、1875年（明治8年）に工場を造り直し、深川セメント製造所となった。製造所で日本初の国産セメントの製造に成功した5月19日はセメントの日となった。

## 売却

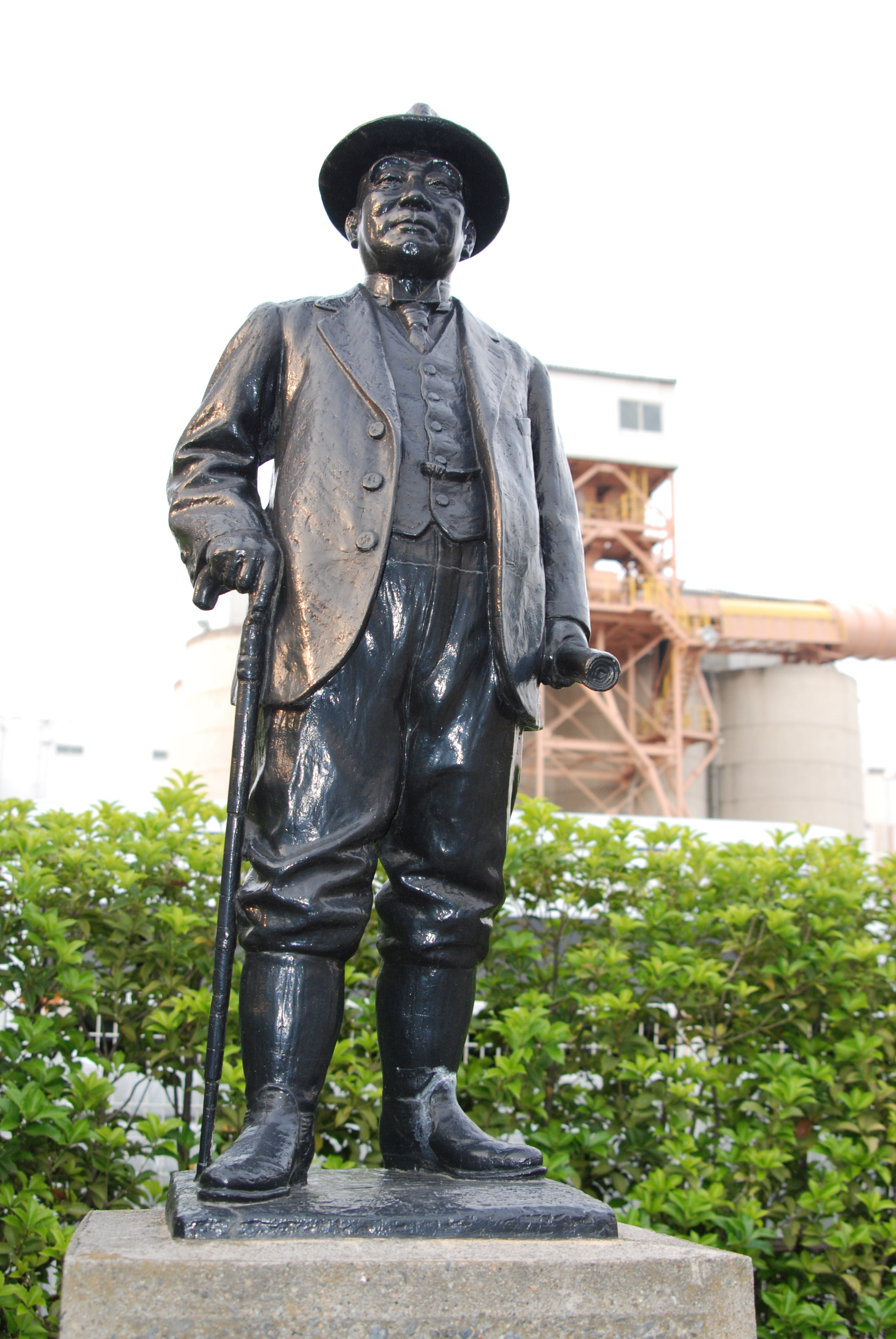
浅野総一郎の像　深川セメント製造所跡

1884年（明治17年）に官営模範工場の売却が行われ、深川セメント製造所も対象となった。製造所は、浅野総一郎らに売却され官営製造所の歴史を閉じた。これが浅野セメントとなって浅野財閥の基礎になった。工場は、浅野セメントとして存続し、2012年（平成24年）現在、製造所の敷地跡はアサノコンクリート深川工場（太平洋セメント）のほか、読売新聞社有地となっている。付近には「本邦セメント工業発祥の地」の石碑のほか浅野総一郎の立像が建てられている。

## 粉塵問題
工場周辺が宅地化するに連れて、工場からの粉塵が問題となり、1912年（明治45年）には5年以内に立ち退くことで周辺住民と合意した。結果、浅野は代替地を埋め立て（浅野埋立）で確保することとした。翌1913年（大正2年）から大島地先の埋め立てを開始し、2年後の1915年（大正4年）には埋め立て完了、1917年には新工場（現：デイ・シイ川崎工場）が操業を開始した。一方、1916年（大正5年）末に設定されていた深川工場の退去期限は第一次世界大戦の影響で1年延期となったが、その間に導入したコットレル集塵機が威力を発揮したことで、工場退去を撤回させることができた。